# Czarkówka Mała
Czarkówka Mała [t͡ʂarˈkufka ˈmawa] est un village polonais de la gmina de Perlejewo dans le powiat de Siemiatycze et dans la voïvodie de Podlachie. Il se situe à environ 4 kilomètres au nord de Perlejewo, à 27  kilomètres au nord-ouest de Siemiatycze et à 70 kilomètres au sud-ouest de Białystok. 